# Weltmeisterschaften im Bogenschießen 1999
Die Weltmeisterschaften im Bogenschießen 1999 wurden vom 22. bis 29. Juli in Riom, Frankreich ausgetragen.

## Ergebnisse

### Recurvebogen
| Disziplin         | Gold                                                        | Silber                                                      | Bronze                                                                     |
| ----------------- | ----------------------------------------------------------- | ----------------------------------------------------------- | -------------------------------------------------------------------------- |
| Männer Einzel     | Hong Sung-chil                                              | Jari Lipponen                                               | Lionel Torrés                                                              |
| Frauen Einzel     | Lee Eun-kyung                                               | Alison Williamson                                           | Kim Jo-sun                                                                 |
| Männer Mannschaft | Italien Michele Frangilli Matteo Bisiani Ilario Di Buò      | Südkorea Hong Sung-chil Kim Bo-ram Jang Yong-ho Oh Jin-hyek | Vereinigte Staaten Jay Barrs Vic Wunderle Richard Johnson Jason McKittrick |
| Frauen Mannschaft | Italien Natalia Valeeva Giovanna Aldegani Cristina Ioriatti | China Lin Sang Yang Jianping He Ying Yu Hui                 | Deutschland Britta Bühren Wiebke Nulle Sandra Sachse Barbara Mensing       |

### Compoundbogen
| Disziplin         | Gold                                                        | Silber                                                | Bronze                                                             |
| ----------------- | ----------------------------------------------------------- | ----------------------------------------------------- | ------------------------------------------------------------------ |
| Männer Einzel     | David Cousins                                               | Stephen Gooden                                        | Tibor Ondrik                                                       |
| Frauen Einzel     | Catherine Pellen                                            | Ya-Ping Shish                                         | Fabiola Palazzini                                                  |
| Männer Mannschaft | Vereinigte Staaten Logan Wilde Lawrence Wilde David Cousins | Ungarn János Povázson Antal Szokol Tibor Ondrik       | Großbritannien Stephen Gooden Chris White Paul Peart Michael Peart |
| Frauen Mannschaft | Chinesisch Taipeh Pei-Yi Shih Ya-Ping Shish Chong-Yu Huang  | Niederlande Marjon Pigney Annemarie Puts Irma Luyting | Deutschland Bettina Thiele Christina Knöbel Astrid Hänschen        |

## Medaillenspiegel
| Platz  | Land               | Gold | Silber | Bronze | Gesamt |
| ------ | ------------------ | ---- | ------ | ------ | ------ |
| 1      | Südkorea           | 2    | 1      | 1      | 4      |
| 2      | Italien            | 2    | –      | 1      | 3      |
| 2      | Vereinigte Staaten | 2    | –      | 1      | 3      |
| 4      | Chinesisch Taipeh  | 1    | 1      | –      | 2      |
| 5      | Frankreich         | 1    | –      | 1      | 2      |
| 6      | Großbritannien     | –    | 2      | 1      | 3      |
| 7      | Ungarn             | –    | 1      | 1      | 2      |
| 8      | China              | –    | 1      | –      | 1      |
| 8      | Finnland           | –    | 1      | –      | 1      |
| 8      | Niederlande        | –    | 1      | –      | 1      |
| 11     | Deutschland        | –    | –      | 2      | 2      |
| Gesamt | Gesamt             | 8    | 8      | 8      | 24     |